# 清書
清書（せいしょ）とは、原著作者による手書きの原稿を、読みやすい書式に、手書きまたはワープロなどで書き写すことである。浄書（じょうしょ）ともいう。

## 概要
清書は、既存の原稿における誤字・脱字や走り書きした略字・癖字・はみ出しなどといった見づらい要素を書き直すことで排除する行為である。
古くワープロや和文タイプライターが普及する以前には、日本国内では「字を丁寧に書き直すこと」と同義であったが、欧米では、使われている文字の関係からタイプライターで打ち直す行為をも含んだ。

## 現代日本における清書
現代の日本では、ワープロソフトを搭載したパソコンが普及し、さらにインターネットなど通信網の発達に伴い、電子媒体で文章をやり取りすることが増加したため、手書きで文章を書く人は少なくなっている。一般の生活においては、清書という行為自体が珍しいものともなっている。
それでも年賀状や特別な手紙など、一種の儀礼的文章においては、手書きを好む人もおり、丁寧に書き直す「清書」が時折行われる。電子的な文章においても、自分の書いた文章中に誤字・脱字などがないか見直す人もおり、この行為を指して「清書」という人もいる。

## 職業としての清書
人類が文字を獲得して以降、綺麗な文字・美しい文章というものが、暗として存在する。そのため、そのような文章にするための清書を行う専門の業態も発達してきた。かつて古代エジプトの書記のように、ヒエログリフを記述する専門家もいたが、現代でも美しい手書き文字には一定の需要がある。
作曲家が推敲を重ねた楽譜は、多数の取り消しやメモなど演奏の邪魔となる部分が多いため、楽譜の清書にも一定の需要があり、ジャン＝ジャック・ルソーのように他人の清書を引き受ける作曲家もいた。

### 筆耕
横断幕や賞状など、手書き文字が必要とされる需要がまだ存在し、日本の組織内では、毛筆での書が上達した者は重宝される。これを外注で行う場合は「筆耕」の職業として成立している。
書道家による清書は芸術の範疇に含まれるため、単価がそれなりに高くなる傾向にある。その一方で、家庭内での職を求める者を食い物にするような内職商法も存在する。

#### 清書に関する内職商法
内職商法としての清書は、委託業者側が内職希望者（受託者）に継続して仕事を紹介するために必要であると称して、様々な名目の手数料を収受したり、機材や部材などを売りつける悪徳商法の一種である。
受託者は契約の際、数万円程度の業務手数料・保証料などの名目で委託業者側への費用負担を求められる。契約後、原稿を渡され、それを指定された用紙に指定された形式で、手作業で書き写す。報酬は、出来上がった原稿をもとに出来高払いとされる。以上は典型例であるが、負担金額が極めて高額に上る例もある。
ただし、手書き原稿の清書という需要そのものが寡少にすぎず、この内職自体がもはや成立しがたくなっている。原著作者が手持ちのパソコン（ワープロ）で原稿を作成し、メールで編集者に宛てて送信することにより、そもそも清書の必要がない場合が増加した。原著作者が手書きに固執している場合でも、その原著作者が高名な文筆家であれば専属編集者が清書（パソコン入力）を受け持つため、原稿の秘密を守る観点からも、外部に秘密を持ち出すことになる業者経由での内職委託の出番がない。また、原著作者がさほど有名でない場合、手書き文字が悪筆であったり原稿用紙の使い方が常識に反しているなどの問題があると、書かれた文章内容にかかわらず編集者によってボツ扱いにされるケースもある。清書によるコスト増大を避けるためであり、清書内職が成立しえないゆえんである。
国民生活センターなどに寄せられた被害相談としては、契約上の報酬が支払われないという例が典型的である。内職商法としての委託業者側は、業務手数料・保証料名目で納入された金銭を収益源としており、報酬がそれら事前負担金を上回ることはない。また、多くの内職商法に共通している事例として、まったく仕事を斡旋しないケースが報告されている。
なお、「清書内職」という内職商法は特定商取引法にいう業務提供誘引販売取引であり、法定書面の受領日から20日間のクーリングオフが認められる。被害防止のためには早期にクーリングオフを行うのが肝要といえる。